# ISO/IEC TR 13335
ISO/IEC TR 13335, zwana skrótowo GMITS (Guidelines for the Management of IT Security) – raport techniczny o istotnym znaczeniu dla funkcjonowania Systemu Zarządzania Bezpieczeństwem Informacji. Raport ten składa się z pięciu części.
ISO/IEC TR 13335-1 (PN-I-13335-1:1999) – zawiera wytyczne zarządzania bezpieczeństwem systemów informatycznych. Omawia terminologię, związki między pojęciami oraz podstawowe modele.
ISO/IEC TR 13335-2 (PN-I-13335-2:2003) – stanowi szczegółowy opis planowania i zarządzania bezpieczeństwem systemów informatycznych. Część ta omawia zagadnienia dotyczące:
- określenia celów, strategii i polityki bezpieczeństwa;
- określenia wymagań w zakresie bezpieczeństwa;
- różnych podejść do przeprowadzania analizy ryzyka;
- omówienia różnego rodzaju planów zabezpieczeń;
- sposobów organizacji służb bezpieczeństwa;
- znaczenia szkoleń i działań uświadamiających;
- wykrywania i reagowania na incydenty.

ISO/IEC TR 13335-3 – jest opisem technik zarządzania bezpieczeństwem systemów informatycznych. Zawiera szczegółowe informacje dotyczące trójpoziomowej polityki bezpieczeństwa, omówienie metod analizy ryzyka, implementacji zabezpieczeń oraz sposobów reagowania na różne incydenty zagrażające bezpieczeństwu informacji.
ISO/IEC TR 13335-4 – przedstawia zagadnienia związane z wyborem właściwych zabezpieczeń. Omówiono tu klasyfikacje i charakterystykę różnych form zabezpieczeń, sposoby doboru zabezpieczeń ze względu na rodzaj zagrożenia lub systemu, a także szczegółowe zalecenia wynikające z innych norm (m.in. BS 7799) oraz branżowych opracowań.
ISO/IEC TR 13335-5 – ostatnia część normy charakteryzuje metody zabezpieczeń dla połączeń z sieciami zewnętrznymi. Omówiono w niej metody zabezpieczenia połączenia sieci wewnętrznej z zewnętrzną.